# Senat der Republik Kasachstan
Der Senat der Republik Kasachstan (kasachisch Қазақстан Республикасы Парламентіның Сенаты Qazaqstan Respublikasy Parlamentınyñ Senaty, russisch Сенат Парламента Республики Казахстана) ist das Oberhaus im parlamentarischen Zweikammersystem von Kasachstan. Der Senat hat seinen Sitz in der Hauptstadt Astana. Das Unterhaus ist die Mäschilis.

## Wahl der Abgeordneten in den Senat
Das Oberhaus hat 47 Grundmandate, wobei die Zahl sich verändert, da die ehemaligen Präsidenten nach ihrer Amtszeit in den Senat einziehen. Die Mitglieder des Senats werden wie folgt bestimmt:
- 15 Abgeordnete des Senats, die sich der Vertretung national-kultureller und anderen wichtigen öffentlichen Interessen im Senat widmen, werden vom kasachischen Präsidenten ernannt.
- 32 Abgeordnete werden von den Abgeordneten der Maslichate (Regionalparlamente) gewählt
- zusätzliche Sitze erhalten ehemalige Präsidenten der Republik, die nach ihrer Amtszeit automatisch in den Senat einziehen

Die Abgeordneten des Senats werden auf 6 Jahre gewählt, wobei die Hälfte der Mitglieder alle 3 Jahre neu bestimmt wird. Jeder Abgeordnete muss mindestens 30 Jahre alt und hochqualifiziert sein, in dem zu vertretenden Gebiet mindestens seit drei Jahren leben und seit fünf Jahren einen Beruf ausüben.

## Aufgaben des Senats
Der Senat ist als die Kammer des Parlaments für die Gesetzgebung mit dem Mäschilis verantwortlich. Das Gesetz oder die Gesetzesvorlage kommt erst nach der Bearbeitung im Mäschilis in den Senat.
Weitere Aufgaben des Senats:
- Ernennung des Präsidenten nach Wahl oder Entlassung des Präsidenten nach eigenem Wunsch oder Amtsende
- Ernennung oder Entlassung des Vorsitzenden des Obersten Gerichts und der Mitglieder des Obersten Gerichts
- Zustimmung oder Ablehnung des vom Präsidenten ernannten Vorsitzenden des Nationalen Bank, Generalstaatsanwalt, des Vorsitzenden des Ausschusses für nationale Sicherheit
- Entzug der Unverletzlichkeit des Generalstaatsanwalts, des Vorsitzenden und der Richter des Obersten Gerichts
- Ernennen zweier Mitglieder des Verfassungsrates

## Vorsitzende
| Nr. | Name                    | Lebensdaten | Amtszeit (Beginn) | Amtszeit (Ende)   |
| --- | ----------------------- | ----------- | ----------------- | ----------------- |
| 1   | Ömirbek Bäigeldi        | * 1939      | 30. Januar 1996   | 30. November 1999 |
| 2   | Oralbai Äbdikärimow     | * 1944      | 30. November 1999 | 10. März 2004     |
| 3   | Nurtai Äbiqajew         | * 1947      | 10. März 2004     | 11. Januar 2007   |
| 4   | Qassym-Schomart Toqajew | * 1953      | 11. Januar 2007   | 15. April 2011    |
| 5   | Qairat Mämi             | * 1954      | 15. April 2011    | 16. Oktober 2013  |
| 6   | Qassym-Schomart Toqajew | * 1953      | 16. Oktober 2013  | 20. März 2019     |
| 7   | Darigha Nasarbajewa     | * 1963      | 20. März 2019     | 4. Mai 2020       |
| 8   | Mäulen Äschimbajew      | * 1971      | 4. Mai 2020       | amtierend         |